# Grand barrage de la Renaissance
Cette page contient des caractères éthiopiques. En cas de problème, consultez Aide:Unicode ou testez votre navigateur.
Le grand barrage de la Renaissance (en amharique : ህዳሴ ግድብ) est un barrage en Éthiopie, dans l'État régional de Benishangul-Gumuz sur le Nil bleu, alimentant une centrale hydroélectrique dont la première des 13 turbines est mise en service le 20 février 2022. Avec une puissance installée de 5 150 MW, elle devrait être, à son achèvement, la plus puissante d'Afrique et le barrage sera l'un des plus importants du monde.
Il suscite des tensions avec les pays situés en aval, le Soudan et surtout l'Égypte, qui craignent une diminution des débits d'eau.
La construction, dont le projet est rendu public le 31 mars 2011, démarre le 28 mai 2013 et s'achève le 4 juillet 2025, avec une inauguration en septembre.

## Histoire
L'emplacement du barrage avait été envisagé par les États-Unis lors d'une étude conduite entre 1956 et 1964. Un nouveau projet est proposé en octobre 2009 puis août 2010. Le 31 mars 2011, un contrat de 4,8 milliards de dollars est attribué à la société Salini Impregilo (renommée Webuild en 2020), sans appel d'offres. Salini Impregilo avait déjà réalisé les projets Gilgel Gibe II, Gilgel Gibe III et Tana Beles. Le projet prévoit de couler plus de 10 millions de tonnes de béton pour le barrage principal et 17 millions pour le barrage secondaire. Le gouvernement éthiopien recommande de favoriser l'utilisation de produits locaux.
La première pierre est posée le 2 avril 2011 par le premier ministre Meles Zenawi. Une usine de concassage de pierres est construite à proximité, permettant un approvisionnement rapide du chantier. Il est prévu que les deux premières turbines fonctionnent après 44 mois de travaux.
En mars 2012, Salini demande à la firme italienne Tratos de fournir des câbles haute et basse tension. Alstom fournira les 8 turbines Francis de 375 MW, pour 250 millions d'€.
Le barrage s'est appelé « Projet X », puis « barrage du millénaire » avant de devenir le « Grand barrage de la renaissance éthiopienne » le 15 avril 2011.
En mars 2012, le gouvernement éthiopien annonce un changement des plans du barrage, pour passer de 5 250 à 6 000 MW.
En avril 2013, le projet est achevé à 32 %.
Le 28 mai 2013, le Nil Bleu a été détourné et une cérémonie a lieu le même jour.
En janvier 2016, plus de 4 millions de m3 de béton ont été versés, et deux turbines sont sur le point d'êtres installées. La première production de 750 MW est prévue plus tard dans l'année.
En février 2017, la puissance du barrage passe à 6 450 MW, en raison de l'amélioration des générateurs, alors que les travaux sont achevés à 56 %, selon le ministre éthiopien de la communication.
Fin novembre 2017, il était achevé à 63 % selon les autorités éthiopiennes. L'avancement s'élève à 76 % en octobre 2020.
En mai 2019, après de nombreux pourparlers entre l'Éthiopie et l'Égypte, l'Éthiopie espère pouvoir commencer sa production d'énergie en décembre 2020 avec 750 MW, grâce à deux turbines ; le barrage devrait être totalement opérationnel à la fin de l'année 2022.
En octobre 2019, le plan du barrage est de nouveau modifié, le nombre de turbines est réduit de 16 à 13. La puissance totale redescend à 5 150 MW.
En juillet 2021, le barrage de la Renaissance termine prématurément le deuxième remplissage du réservoir.
En septembre 2021, l’Éthiopie annonce, une énième fois, la prochaine mise en production des deux turbines de 375 MW chacune.
Le 20 février 2022, la production d’électricité est officiellement lancée avec la mise en marche de la première turbine sur les treize de la centrale.
Le 11 août 2022, une seconde turbine produit de l'électricité,. Le gouvernement annonce le lendemain la fin de la troisième phase de remplissage.
Le 10 septembre 2023, l'Éthiopie annonce la fin du remplissage du réservoir. L'Égypte proteste et rappelle que les actions du gouvernement éthiopien sont contraires aux accords de 2015. Par dernier remplissage, il faut comprendre que le niveau minimum d'opération sera dépassé en juin 2024 et que le prélèvement sur la crue 2024 interviendra dans le cadre du fonctionnement normal du réservoir, pour rappel les négociations comportaient 5 remplissages. La fin de la construction est alors prévue pour 2025.
En août 2024, la puissance électrique de la centrale passe de 750 MW à 1 550 MW après l'installation de deux turbines, soit presque un tiers de la capacité finale de 5 000 MW du projet.
Le 4 juillet 2025, le Premier ministre éthiopien Abiy Ahmed déclare la construction officiellement terminée, avec une inauguration prévue pour septembre de la même année,.

## Objectifs de la construction
La volonté éthiopienne de développer l'agriculture irriguée, quasi inexistante avec 3 % de ses surfaces agricoles et le potentiel hydroélectrique d'un pays qui manque d'énergie, ont conduit le gouvernement d'Addis-Abeba à lancer la construction de nombreux barrages depuis 1995.
Les besoins en électricité de l'Éthiopie augmentent de 30 % par an, et l'exportation de l'électricité produite par le barrage vers les pays voisins fournirait 730 millions d'euros par an au pays, qui actuellement importe plus qu'il n'exporte.

## Caractéristiques
Le barrage de la Renaissance est situé en Éthiopie, sur le cours du Nil bleu, près de la frontière avec le Soudan, à une centaine de kilomètres en amont du barrage de Roseires.
C'est un barrage-poids de 175 m de haut, 1 800 m de long et composé de béton BCR. Son volume sera de 10 000 000 m3, et son réservoir aura une capacité de stockage de 79 km3 pour une surface d'eau de 1 561 km2, et une élévation normale de 640 m. Le barrage disposera de 3 déversoirs, le principal étant situé à la gauche du barrage, contrôlé par 6 portes et capable d'évacuer 1 500 m3/s. De chaque côté du barrage se trouveront deux centres de production d'électricité. À droite, 2 turbines Francis de 375 MW et 5 de 400 MW, et à gauche 6 turbines de 400 MW produiront l’électricité.
Avec une puissance installée de 5 150 MW, il est le plus grand barrage hydroélectrique d'Afrique (près de deux fois et demi la puissance du haut barrage d'Assouan par exemple). Il est cependant moins puissant que le barrage de Guri (10 200 MW), le barrage d'Itaipu (14 000 MW), ou le barrage des Trois-Gorges (22 500 MW).

## Financement
La situation conflictuelle a entravé les financements par des bailleurs de fonds internationaux, le gouvernement éthiopien a donc entrepris de financer seul la construction du barrage. Des contributions spéciales ont été demandées aux fonctionnaires et à tous les Éthiopiens à cette fin. Le gouvernement a ainsi émis des bons pour le financement du barrage. Presque tous les Éthiopiens ont ainsi participé à la construction du barrage, notamment via une diminution des salaires publics. Étant donné le PIB éthiopien de 74 milliards d'US$ en 2016, le contrat de 4,8 milliards de dollars attribué à la société Salini Impregilo correspondrait à 6,5 % du PIB éthiopien. Djibouti a participé à hauteur de 1 million d'euro au projet en avril 2011.
Bien qu'un financement chinois a été supposé pour les turbines du barrage, il n'a jamais été confirmé par le gouvernement éthiopien. Le gouvernement chinois s'est engagé en 2018 à financer pour 1,8 milliard de dollars l'amélioration du réseau de transmission électrique entre l’Éthiopie et Djibouti, pays où la Chine a implanté sa première base militaire outre-mer.
En 2021, le coût final du barrage est estimé à 10 milliards de dollars.

## Tensions avec les pays en aval
Les eaux venues des plateaux éthiopiens représentent 86 % de l'eau consommée en Égypte et 95 % en période de crue.
À lui seul, le Nil bleu fournit 59 % du débit du Nil. Le projet de barrage de la Renaissance a donc engendré de vives tensions avec le gouvernement du Caire,.
En 1902, un traité du 15 mai engage l'Éthiopie à ne pas construire d'ouvrage hydraulique arrêtant les eaux du Nil bleu ou du Sobat sans l'accord des autorités britanniques qui dirigeaient alors le Soudan (art. 3). La version amharique du traité autorise la construction d'ouvrages hydrauliques sans en référer aux britanniques si l'eau n'est pas détournée du bassin du Nil.
En 1929, un premier accord concernant la répartition des eaux du Nil est conclu entre l'Égypte et le Soudan (représenté par les britanniques).
En 1959, un accord signé entre l'Égypte et le Soudan, leur attribue respectivement 55,5 et 18,5 milliards de mètres cubes. Les autres pays riverains se verront attribués des quotas au bon vouloir de l'Égypte et du Soudan. Le solde correspond à l'évaporation générée par leurs ouvrages hydrauliques (l'interprétation de cette clause diffère entre l'Égypte et du Soudan).
En 1999 a été créé à Addis Abeba la « Nile Basin Initiative » qui regroupe des pays riverains du Nil (Burundi, Congo, Égypte, Éthiopie, Kenya, Rwanda, Soudan, Tanzanie et Ouganda) qui remettent en cause cette répartition.
En mai 2010, un accord-cadre (CFA) sur le partage des eaux du Nil, ou accord de d’Entebbe, a été signé entre le Rwanda, la Tanzanie, le Kenya, et le Burundi, provoquant le mécontentement de l'Égypte et du Soudan,.
En 2015, l'Égypte, le Soudan et l'Éthiopie signent, en mars, un accord de principe sur le barrage de la Renaissance,. Ils décident de faire appel à un "Groupe national de recherche scientifique indépendante" (NISRG) pour évaluer les incidences environnementales, les calendriers de construction proposés par ces pays. Ce groupe s'est réuni régulièrement et s'apprêtait à publier un rapport de consensus et des recommandations alors que l’Égypte a décidé de faire appel à la médiation, ce qui dans le groupe a mis les égyptiens en difficulté, pouvant « se sentir obligés de ne rien écrire ou dire qui puisse saper la position de négociation de leur gouvernement ».
En décembre 2017, Sameh Choukri, ministre égyptien des Affaires étrangères, est en visite en Éthiopie afin de faire avancer les négociations.
Le 2 janvier 2018, l'Égypte souhaite discuter directement avec l'Éthiopie, en excluant le Soudan des négociations, et propose la Banque mondiale comme médiateur neutre dans le conflit.
Le 18 janvier 2018, le Premier ministre d'Éthiopie Haile Mariam Dessalegn rend visite au Caire au président de la république arabe d'Égypte Abdel Fattah al-Sissi afin d'obtenir un assouplissement de la position des deux pays : l'Éthiopie souhaiterait un remplissage rapide du barrage, de moins de sept ans, afin de bénéficier rapidement de la production électrique, quand l'Égypte voudrait rallonger ce délai, afin de ne pas diminuer trop le débit du Nil. L'Éthiopie refuse l'arbitrage de la Banque mondiale qui n'avait pas voulu financer la construction du barrage.
Début avril un nouvel échec des négociations a lieu, selon Ibrahim Ghandour, ministre soudanais des Affaires étrangères, alors que le barrage est construit à plus de 70 %. Cette réunion de 16 heures à Khartoum réunissait Égypte, Soudan et Éthiopie. Pour Rashid Abdi de l'International Crisis Group, plus que l'eau c'est aussi l'hégémonie égyptienne sur la région qui est remise en cause, alors que le barrage est un symbole de fierté nationale en Éthiopie.
Le jeudi 26 juillet, Simegnew Bekele, le directeur du barrage, est retrouvé mort dans sa voiture.
En 2019, alors que chaque pays concerné attend toujours les résultats d’une évaluation scientifique indépendante sur les risques du barrage pour les pays en aval, les experts scientifiques sont confrontés à des négociations entre les trois pays qui semblent dans une impasse, notamment entre l’Éthiopie et l’Égypte dont 90 % de l'eau douce vient du Nil et qui « craint que le barrage ne crée une pénurie d’eau pour ses 100 millions d’habitants au cours des cinq à sept prochaines années nécessaires au remplissage du réservoir du barrage. (...)l’Égypte a décidé [début octobre] de demander à un autre pays de régler le différend - les États-Unis étant son choix préféré. L’Éthiopie rejette cette proposition ». Un autre risque est qu'une fois les conclusions publiées, les dirigeants politiques refusent ou sont incapables de modifier leurs positions. En attendant, via une tribune dans la revue Nature, le monde de la Recherche plaide pour que l’Égypte, l’Éthiopie et le Soudan laissent les chercheurs terminer le travail qui leur a été demandé.
Les négociations du début octobre 2019 à Khartoum entre l'Égypte, le Soudan et l'Éthiopie ont abouti à une impasse. L'Égypte souhaite que le lac de retenue du GERD soit rempli le plus lentement possible, en près de quinze ans, alors que Gideon Asfaw, le ministre de l'Eau à Addis Abeba, propose quatre à sept ans. L'Égypte exige une garantie d'un débit de 41 milliards de mètres cubes par an, mais l'Éthiopie refuse de s'engager sur un tel chiffre, mais laisse entendre qu'elle pourrait accorder 30 milliards de mètres cubes. L'Égypte fait miroiter à l'Éthiopie la possibilité d'exporter ses marchandises vers la Méditerranée via son territoire si Addis Abeba assouplissait sa position sur le GERD.
Les négociations se poursuivent en juillet 2020,. L’Éthiopie a annoncé le 22 juillet avoir atteint le niveau de remplissage du barrage prévu pour la première année d'exploitation, ce qui permettrait de tester les deux premières turbines du barrage afin de produire de l'électricité début 2021. Selon une étude d'International Crisis Group, « derrière le blocage apparent se cachent en fait des avancées significatives depuis deux ans » : un consensus a émergé entre les trois parties sur le remplissage du barrage, étalé au total sur cinq ans pour ne pas perturber l'Égypte. En revanche, « toujours pas d'accord en vue sur les mécanismes en cas de sécheresse, ni de résolution des différends ».
Une nouvelle session de négociations entre l'Égypte et l’Éthiopie prend fin le 19 décembre 2023, sans que les deux pays ne parviennent à un accord à l'approche de la fin des travaux l'année suivante.

## Conséquences écologiques et humaines
Le lac-réservoir couvrira 1 680 km2, soit deux fois moins que le lac Tana, le plus grand lac naturel du pays. Il retiendra 67 milliards de m3 d'eau et pourrait prendre plus de sept ans à se remplir. Plus de 20 000 personnes seront déplacées. Le projet a été lancé sans étude d'impact ni consultation des pays de l'aval. Plusieurs experts considèrent le projet surdimensionné. Des interrogations subsistent sur l'impact du remplissage du réservoir sur les pays en aval, sur l'envasement, la sismicité de la région, le comportement du barrage en cas de crue du Nil bleu, l'impact sur la biodiversité de la région.